# NGC 3893
NGC 3893 (другие обозначения — UGC 6778, MCG 8-22-7, ZWG 243.8, KCPG 302A, PGC 36875) — спиральная галактика с перемычкой (SBc) в созвездии Большая Медведица.
Этот объект входит в число перечисленных в оригинальной редакции «Нового общего каталога».
Галактика NGC 3893 входит в состав группы галактик M109. Помимо NGC 3893 в группу также входят ещё 42 галактики.
Состоит во взаимодействующей паре с галактикой NGC 3896. В полях скоростей галактик были обнаружены некруговые вращения, которые могут быть связаны с возмущениями из-за столкновения.